# Andrea Aguilera
Andrea Aguilera Arroyave  (Medellín, 10 de marzo de 1997) es una modelo, presentadora de TV, comunicadora social, y reina de belleza colombiana. Ganadora y poseedora de los títulos Miss Mundo Colombia 2021 y Miss Earth Colombia 2022. Representó a Colombia en Miss Mundo 2021 donde logró ser parte de las 12 finalistas. Así mismo representó a su país en Miss Tierra 2022 logrando el título de Miss Tierra Fuego 2022.

## Biografía
Andrea Aguilera nació el 10 de marzo de 1997 en la ciudad de Medellín, Antioquia. En su niñez, ella creció en un ambiente muy artístico y activo, participando en concursos de canto, aprendiendo a tocar diferentes instrumentos y asimismo tomó cursos de actuación. Es egresada de comunicación social y periodismo de la Universidad Católica Luis Amigó de dicha ciudad.

## Participación en concursos de belleza

### Miss Mundo Colombia 2021
Andrea llegó siendo la gran favorita para ganar el certamen, la final se llevó a cabo el 14 de agosto de 2021 en la ciudad de Bogotá donde 18 candidatas de diferentes departamentos y distritos compitieron por el título y corona del concurso. 

### Miss Mundo 2021
Representó a Colombia en la 70.ª edición del concurso Miss Mundo, el cual se llevó a cabo el 16 de marzo de 2022 en San Juan, Puerto Rico en el Coliseo de Puerto Rico José Miguel Agrelot en donde logró posicionarse dentro de las 13 finalistas, resultando como ganadora la polaca Karolina Bielawska.

### Miss Tierra 2022
El 10 de septiembre de 2022 la organización nacional de Miss Earth Colombia nombró oficialmente a Andrea Aguilera, como la representante de los colombianos en la edición 2022 del certamen internacional filipino Miss Tierra.
Representó a Colombia en la 22.ª edición del concurso Miss Tierra compitiendo con más de 80 delegadas de varios países/territorios. el cual fue celebrada el 29 de noviembre de 2022 en Okada Manila en Parañaque, Gran Manila, Filipinas. Al final del evento fue coronada como Miss Tierra Fuego 2022 por la tailandesa Jareerat Petsom. La ganadora del certamen fue la surcoreana Mina Sue Choi.